# أثل شجري
الأَثل الشجري (باللاتينية: Tamarix arborea) نوع نباتي يتبع جنس الأثل من الفصيلة الطرفاوية.

## الموئل والانتشار
موطن الأثل الشجري بلاد الشام ومصر وليبيا وإيطاليا وفرنسا.